# Seagram Building
Das Seagram Building ist ein Wolkenkratzer in Manhattan in New York City. 
Der Büroturm befindet sich an der Ostseite der Park Avenue zwischen der East 52nd und East 53rd Street in Midtown Manhattan. Er wurde von dem Architekten Ludwig Mies van der Rohe entworfen und 1958 fertiggestellt. Mies arbeitete, da er in New York nicht als Architekt zugelassen war, mit Philip Johnson zusammen. Mies van der Rohe zu beauftragen, war ein Vorschlag der Architektin Phyllis Lambert, der Tochter des damaligen Vorstandsvorsitzenden von Seagram, Samuel Bronfman. Das Seagram Building hat 38 vermietbare Stockwerke, ist 157 Meter (515 Fuß) hoch und ein Musterbeispiel moderner Architektur. Es wurde als Hauptsitz des Spirituosenkonzerns Joseph E. Seagram & Sons errichtet.

## Architektur
Zusammen mit dem gegenüberliegenden Lever House 390 Park Avenue bestimmte das Seagram Building für mehrere Jahrzehnte den Stil der Wolkenkratzer in New York. Es präsentiert sich als bronzefarbener Kubus von schlichter Eleganz, der von der Park Avenue zurückgesetzt ist und damit einen weiträumigen offenen Granitplatz frei lässt. Diese „Plaza“ entwickelte sich, obwohl von Mies nicht so konzipiert, zu einem beliebten Treffpunkt und veranlasste New York City, bei der Neuordnung seines Bauplanungsrechts 1961 Anreize für „privately owned public spaces“ (öffentliche Räume im Privatbesitz) nach dem Vorbild der Seagram Building Plaza vorzusehen; allerdings wurde davon in den folgenden Jahrzehnten nur selten Gebrauch gemacht.
Das Gebäude selbst und sein sogenannter Internationaler Stil hatten einen enormen Einfluss auf die amerikanische Architektur. Ein Charakteristikum des Internationalen Stils ist es, die Bauweise eines Gebäudes augenfällig zu machen und dabei die tragenden Elemente nicht zu verstecken. Das Seagram Building hat, wie praktisch alle großen Gebäude dieser Zeit, ein Stahlskelett, an dem die nicht-tragende Glasfassade angebracht ist. Dieses Skelett hätte nach Mies’ Vorstellungen sichtbar bleiben sollen. Die Bauordnung schrieb jedoch vor, die tragenden Stahlelemente mit feuerfestem Material, zum Beispiel Beton, zu ummanteln. Deshalb ließ Mies an der Fassade nicht-tragende, bronzefarbene I-Träger anbringen, die vertikal wie Mittelpfosten zwischen den großen Glasfenstern verlaufen. Diese Methode, ein inneres Skelett aus Betonstahl mit einer nichttragenden Hülle zu umgeben, hat sich seither als Standardverfahren beim Bau von Hochhäusern durchgesetzt.
Bei der Fertigstellung hatten luxuriöse Materialien und die üppige, weitgehend von Philip Johnson entworfene Innenausstattung, unter anderem aus Bronze, Travertin und Marmor, das Gebäude zum teuersten Wolkenkratzer seiner Zeit gemacht.
Ein interessantes Detail des Seagram Buildings sind seine Jalousien. Den Prinzipien des International Style folgend, wollte Mies dem Gebäude ein vollkommen gleichmäßiges Erscheinungsbild geben. Jalousien, die individuell in alle möglichen Positionen gebracht würden und so für einen uneinheitlichen Eindruck sorgten, waren damit nicht vereinbar. Die Jalousien wurden deshalb so ausgerüstet, dass sie sich lediglich in drei Stufen einstellen lassen – ganz offen, halb offen oder ganz geschlossen.
Das Seagram Building ist ein ausgewiesenes Wahrzeichen der Stadt New York.

## Das Four Seasons Restaurant

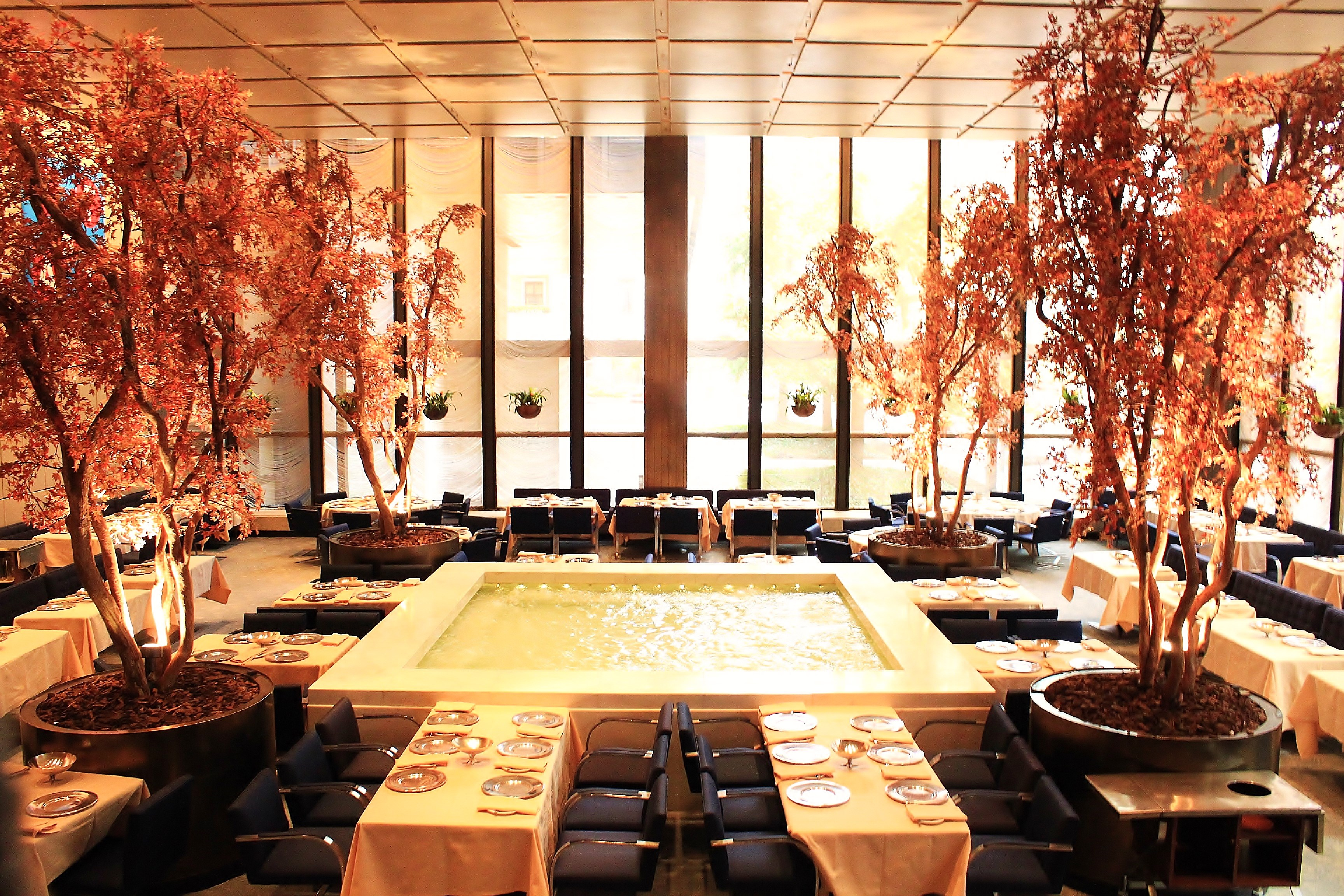
Der Brilliant Pool Room im Four Seasons Restaurant, vor der Schließung 2015

Das Seagram Building beherbergte unter anderem das berühmte Restaurant Four Seasons, das von Mies zusammen mit Philip Johnson und anderen bekannten Designern entworfen und eingerichtet wurde. Der sechs mal sechs Meter große Wandteppich in der lichtdurchfluteten Galerie des Restaurants, der 1919 von Pablo Picasso als Bühnenvorhang für die Pariser Erstaufführung des Balletts Le Tricorne durch Sergej Djaghilew zur Musik von Manuel de Falla gestaltet wurde, musste nach dem Willen des Grundstückseigentümers, Medienmogul Aby J. Rosen, entfernt werden und fand im Mai 2015 eine neue Heimat im Museum der New-York Historical Society am West Central Park. Der Maler Mark Rothko, der ab 1958 für einen kleineren Speiseraum im Four Seasons eine Serie von Bildern gemalt hatte, kaufte diese nach Meinungsverschiedenheiten mit Johnson zurück. Mehrere der für diesen Raum gemalten Bilder Rothkos hängen heute in der Tate Modern in einem eigenen Raum. Das Restaurant Four Seasons wurde nach dem 16. Juli 2016 geschlossen, da Rosen den Mietvertrag nicht verlängerte. Anschließend wurde das Mobiliar des Restaurants vom New Yorker Auktionshaus Wright versteigert. Teile des originalen Mobiliars befinden sich heute im Restaurant der Fondazione Prada in Mailand. Eine neue Nutzung der Restauranträume gab Rosen noch nicht bekannt. Im Jahr 2018 zog das Restaurant ein paar Blocks südlich in die 42 East 49th Street um und es wurde am 11. Juni 2019 endgültig geschlossen.

## Ansichten

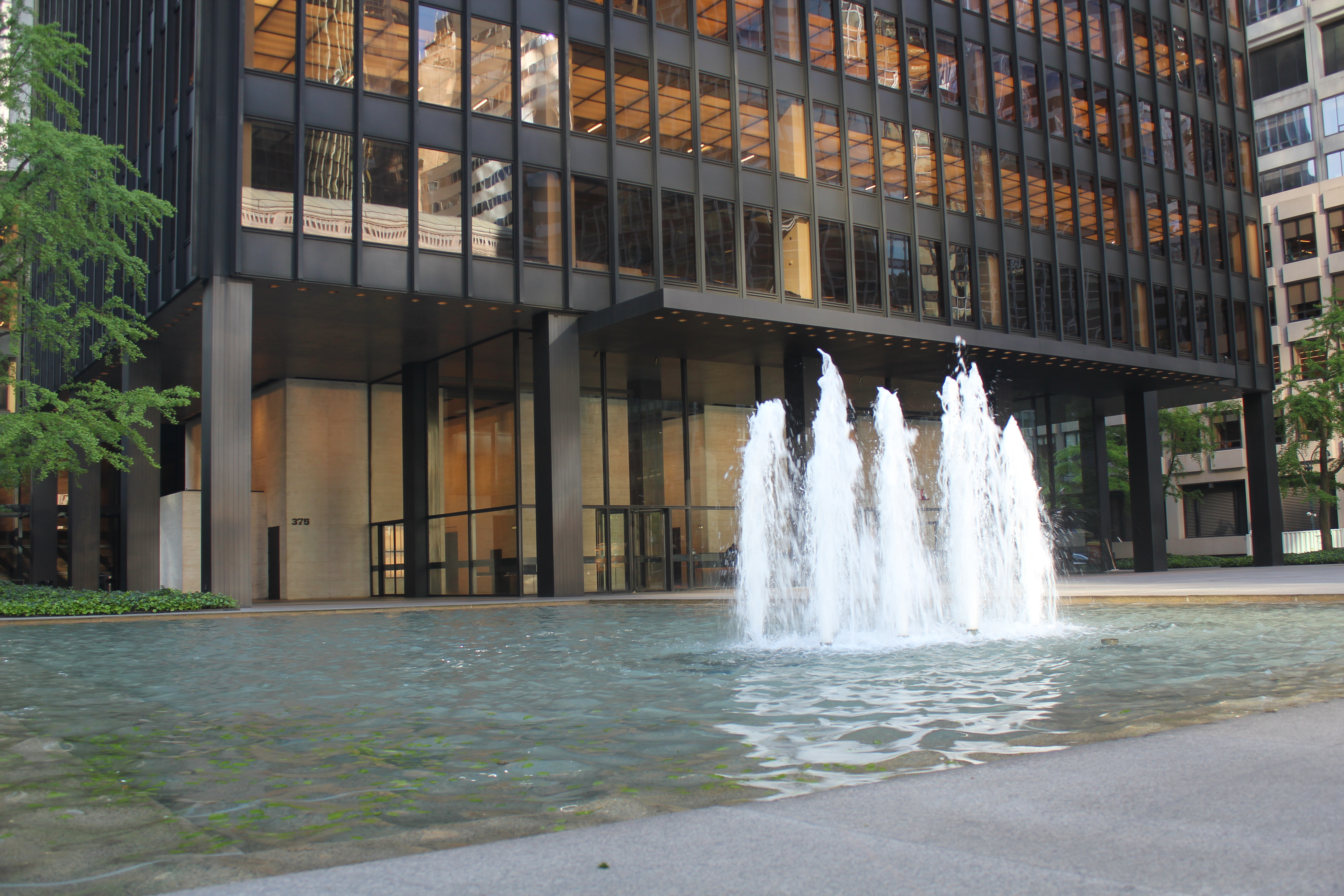
Lobby und ein Wasserbecken mit Fontänen im Mai 2022
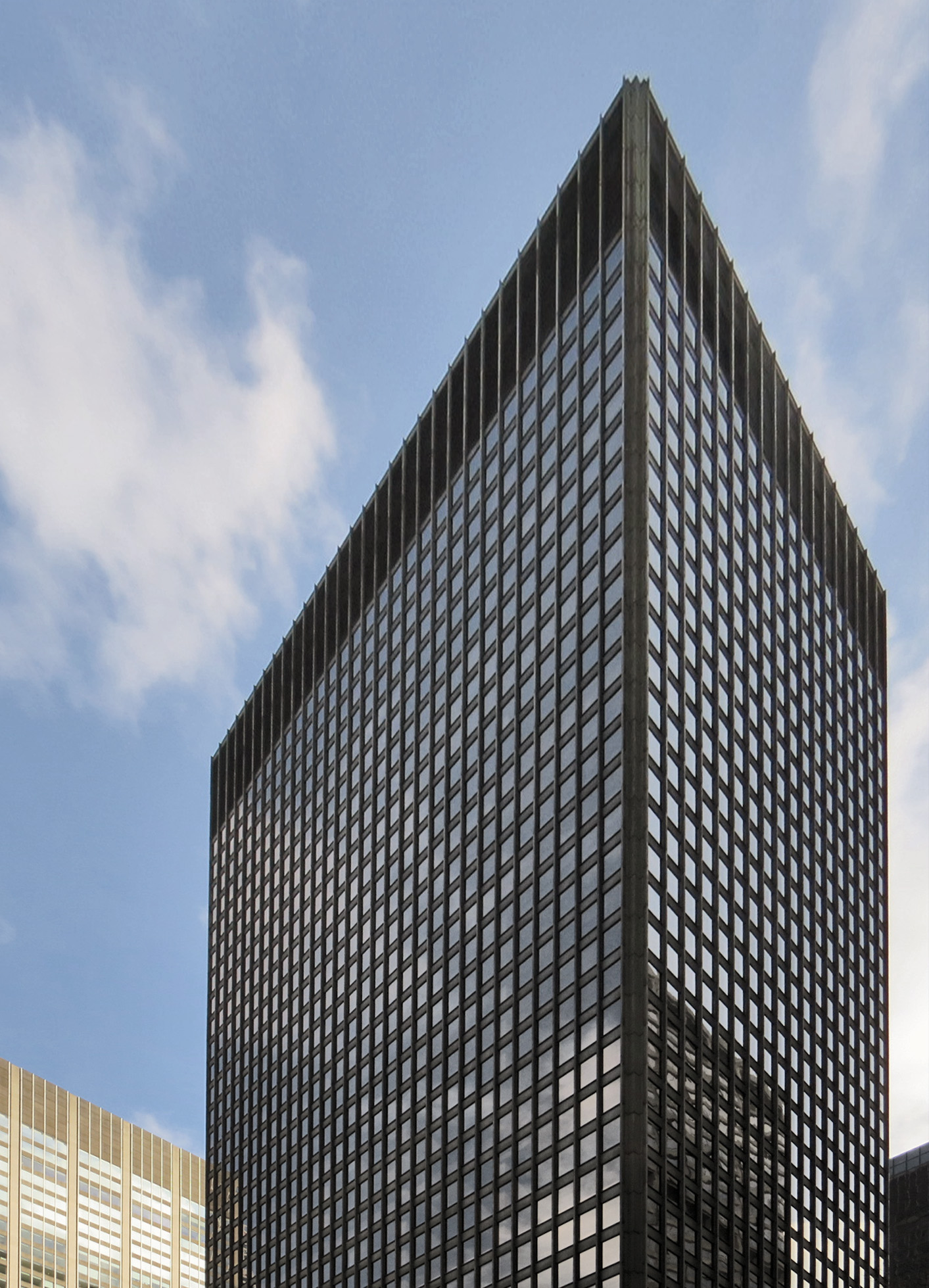
Stilistische Gebäudeecke
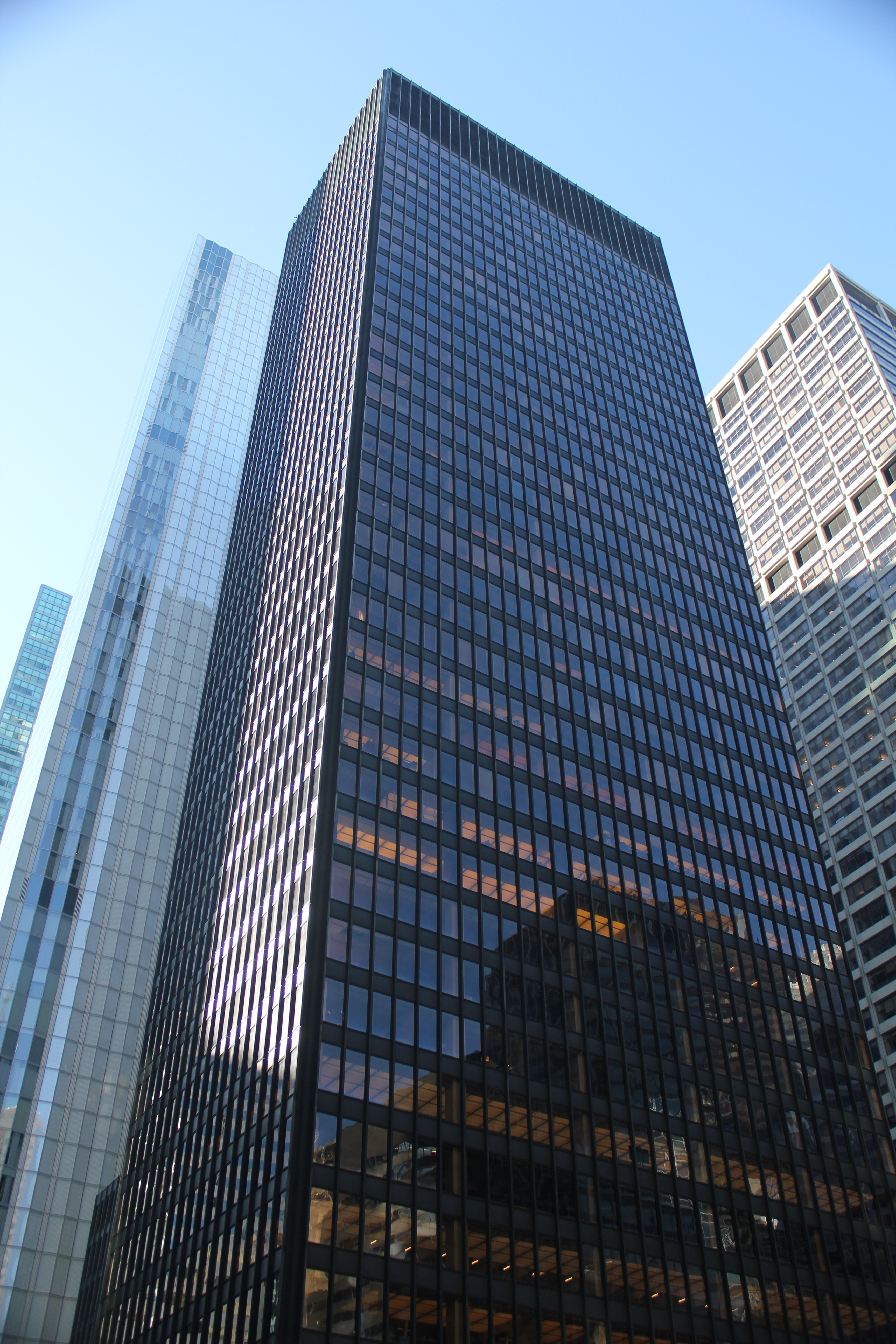
Vertikale Ansicht im Mai 2022
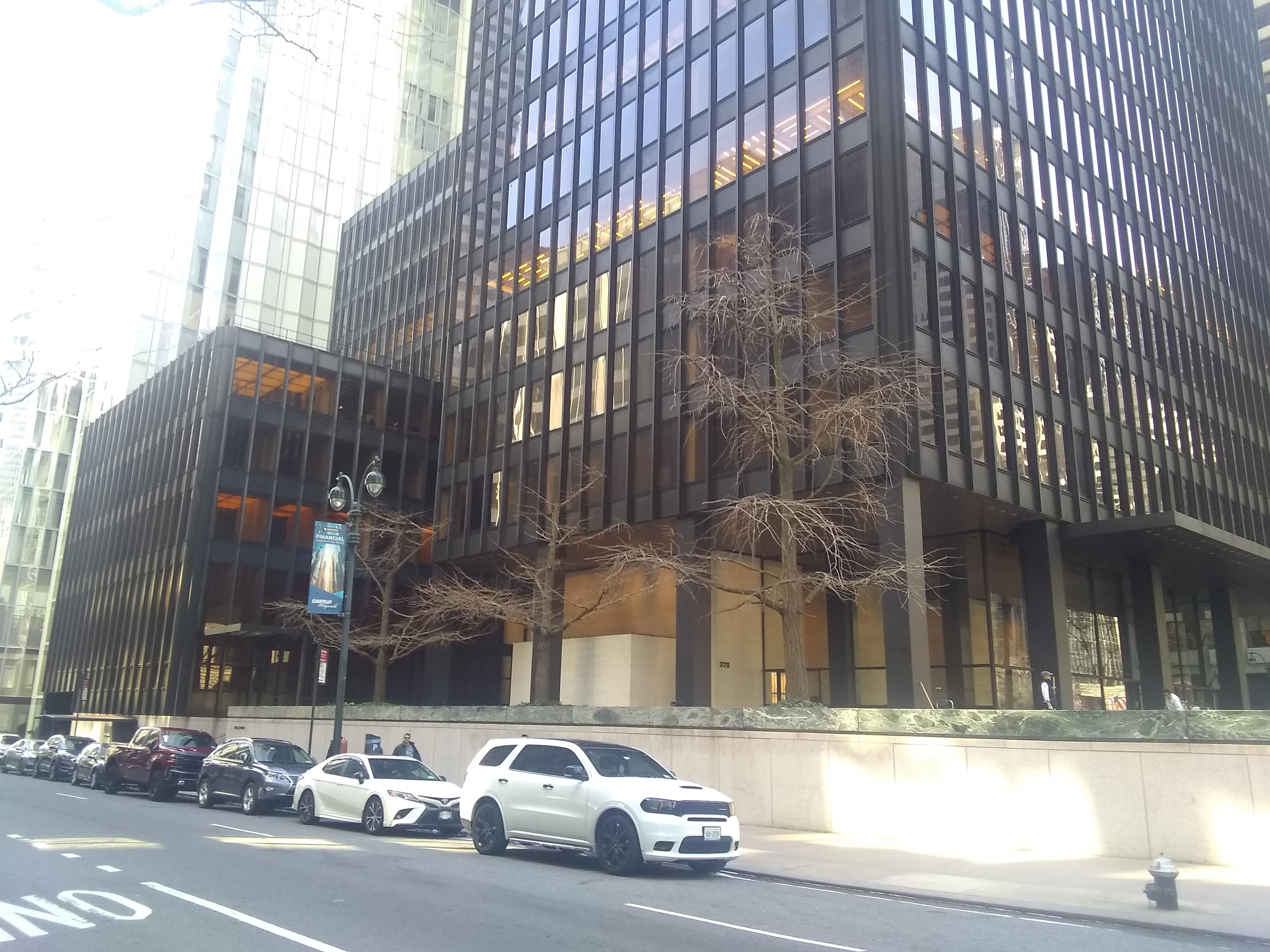
Anbau an der 53rd Street